# Рибейран-Каскальейра
Рибейран-Каскальейра (порт. Ribeirão Cascalheira) — муниципалитет в Бразилии, входит в штат Мату-Гросу. Составная часть мезорегиона Северо-восток штата Мату-Гроссу. Входит в экономико-статистический микрорегион Норти-Арагуая. Население составляет 7 691 человек на 2006 год. Занимает площадь 11 354,555 км². Плотность населения — 0,7 чел./км².
Праздник города — 3 мая. 

## Статистика
- Валовой внутренний продукт на 2003 год составляет 52 487 567,00 реалов (данные: Бразильский институт географии и статистики).
- Валовой внутренний продукт на душу населения на 2003 год составляет 6981,59 реал (данные: Бразильский институт географии и статистики).
- Индекс развития человеческого потенциала на 2000 год составляет 0,694 (данные: Программа развития ООН).